# Batalla de Reims (356)
La batalla de Reims, también llamada batalla de Durocortorum, se libró en el año 356 entre el ejército romano de occidente dirigido por el emperador romano Juliano el Apóstata y los pueblos germanos. Los germanos resultaron victoriosos.

Y después de permanecer allí [ Troyes (Augustobona Tricassium)] un corto tiempo, por consideración a estos cansados soldados, sintió que no debía retrasarse, y se dirigió a la ciudad de Reims (Durocortōrum). Allí había ordenado a todo el ejército que se reuniera con provisiones durante un mes y que esperaran su llegada; el lugar estaba comandado por el sucesor de Ursicino, Marcelo, y el propio Ursicino fue ordenado a servir en la misma región hasta el final de la campaña. En consecuencia, tras la expresión de muchas opiniones diversas, se acordó atacar a la horda alamana por medio de los diez cantones (Dieuze) con filas cerradas; y los soldados siguieron en esa dirección con una rapidez inusual. Y como el día estaba nublado y cubierto, de modo que ni siquiera se podían ver los objetos cercanos, el enemigo, ayudado por su conocimiento del país, dio la vuelta por un cruce de caminos y atacó a las dos legiones que formaban la retaguardia del ejército de César. Y casi los habrían aniquilado, si los gritos que levantaron de repente no hubiesen hecho subir los refuerzos de nuestros aliados. Entonces y después, pensando que no podría cruzar ni los caminos ni los ríos sin emboscadas, Julián fue cauteloso y vacilante,

Después de esto, Juliano siguió luchando y ganó la Batalla de Brumath (Brocomagus).